# Lago Chalalán
El lago Chalalán, también llamado laguna Chalalán, es un lago amazónico de Bolivia, situado dentro del Parque Nacional Madidi, y dentro del Territorio Comunitario de Origen (TCO) del pueblo indígena de San José de Uchupiamonas. Administrativamente pertenece al municipio de Apolo de la provincia de Franz Tamayo, al norte del departamento de La Paz.
El lago tiene cerca de 0,97 km de largo por 0,61 km de ancho y una superficie de 40 hectáreas (0,40 km²) y un perímetro costero de 2,8 km.
Podría tratarse de un paleocurso del río Tuichi, elevado por procesos tectónicas.
Este lago se aprovecha para el ecoturismo comunitario, en sus orillas se encuentra el albergue ecológico Chalalán, un emprendimiento del pueblo de San José de Uchupiamonas y es visitado por más 1000 personas cada año.